# 2-я Крымская стрелковая дивизия
2-я Крымская стрелковая дивизия, первоначально 2-я Крымская дивизия народного ополчения, с 24 сентября 1941 года 321-я стрелковая дивизия (1-го формирования) — воинское соединение РККА СССР в Великой Отечественной войне.

## История
2-я Крымская стрелковая дивизия сформирована в Евпатории на основании приказа по 51-й армии № 001 от 17 августа 1941 года.
2-я Крымская дивизия народного ополчения формировалась в районе Ак-Мечети, Николаевки, Евпатории. Сформирована преимущественно из крымских татар старших призывных возрастов, полного укомплектования по штатам не имела (личный состав составлял до 10000 человек).
В районе Евпатории дислоцировался 1-й стрелковый полк дивизии и зенитный дивизион. Один батальон этого же полка находился на охране побережья Евпатория — Саки — Николаевка. В районе Ак-Мечети дислоцировался один батальон 12-го стрелкового полка, один батальон стоял на побережье до Евпатории и ещё один батальон охранял побережье до Бакальской косы. В районах Николаевка (Симферопольский район), Береговое (Бахчисарайский район), Алма-Томак (Бахчисарайский район) дислоцировались три батальона 7-го стрелкового полка. По состоянию на конец августа артполк дивизии имел всего один дивизион 76-мм пушек, а истребительный противотанковый дивизион имел на вооружении только бутылки с зажигательной смесью и гранаты. Остальная часть дивизии (примерно 1/3 её состава) строила «Промежуточную позицию», а точнее, оборонительный рубеж Саки — Окречь.
24.09.1941 года была переименована в 321-ю стрелковую дивизию (1-го формирования) согласно Директиве ГШКА № орг/2/540132 от 19.09.1941.
В время обороны Перекопа 321-я сд оставалась на противодесантной обороне Крыма на Евпаторийском полуострове. Штаб армии то двигал её к перешейку, то приказывал идти обратно. В начале октября 1941 года в связи с незначительностью численности личного состава по штатам и нехватки вооружения 2-я Крымская дивизия (321-я СД) расформирована, её оставшийся личный состав направлен на пополнение 106-й и 156-й дивизий.
Генерал Батов пишет: «Генерал М. М. Иванов, как обещал, прислал ко мне в Воронцовку, где находился КП оперативной группы, стрелковый полк из состава 321-й дивизии, но люди пришли невооруженные, и ничего не оставалось делать, как немедленно отослать их обратно, чтобы не было напрасных жертв во время авиационных налетов».
Согласно «Довідки заступника начальника відділу КДБ при РМ УРСР П. Бабенка про факти колабораціонізму громадян кримськотатарської національності в період Другої світової війни, підготовлена на замовлення Ради Міністрів УРСР» в 1973 году личный состав дивизии дезертировал в районе Саки-Евпатория в ходе прорыва фронта в северном Крыму и отхода войск Приморской армии к Севастополю и разошёлся по домам.
При этом заместитель командира 51-й армии, а с 19 ноября 1941 её командующий П. И. Батов, прямой участник событий, совершенно иначе оценивает роль соединения: «Когда сражение на Перекопе и Ишуньских позициях было проиграно, эта дивизия в одиночку билась с хлынувшими к Евпатории немецкими войсками, нанесла большие потери 132-й пехотной дивизии противника, входившей в состав 54-го армейского корпуса, но и сама истекла кровью. Лишь немногочисленные остатки её смогли уйти к партизанам.»

## Состав
В период 20.08.41 — 24.09.41 как 2-я Крымская стрелковая дивизия:
- 1-й стрелковый полк,
- 7-й стрелковый полк,
- 12-й стрелковый полк,
- 4-й артиллерийский полк,
- 16-й отдельный истребительно-противотанковый дивизион,
- 9-й отдельный зенитный артиллерийский дивизион,
- 6-й разведывательный батальон,
- 13-й саперный батальон,
- 3-й отдельный батальон связи,
- 18-й взвод дегазации,
- 160-й корпусной ветеринарный лазарет,
- рота регулирования,
- полевая артиллерийская ремонтная мастерская,
- полевая почтовая станция,
- 459-я полевая касса Госбанка.

В период с 24.09.41 как 321-я стрелковая дивизия:
- 484-й стрелковый полк,
- 488-й стрелковый полк,
- 493-й стрелковый полк,
- 986-й артиллерийский полк,
- 707 -й отдельный зенитный артиллерийский дивизион,
- 174-я разведывательная рота,
- 198-й саперный батальон,
- 257-й отдельный батальон связи,
- 133-й медицинско-санитарный батальон,
- 58-я отдельная рота химической защиты,
- 1479-я полевая почтовая станция,
- 912-я полевая касса Госбанка.

## Подчинение
| Дата            | Фронт (округ) | Армия      | Корпус (группа) | Примечания |
| --------------- | ------------- | ---------- | --------------- | ---------- |
| 01.09.1941 года | -             | 51-я армия | -               | -          |

## Командиры дивизии
- Алиев, Ахмет-Али Мелик-оглы, полковник — (20.08.1941 — 24.09.1941)[8]

## Комиссары дивизии
- Букарский, Бенцион Меерович, батальонный комиссар[9]